# 拟枣贝
拟枣贝（学名：Erronea errones）又稱爱龙宝螺（Cypraea errones），为宝贝科拟枣贝属的动物。分布于印度洋-西太平洋区水域、台湾岛以及中国大陆的近海等地，多见于潮间带、从中潮区至低潮线附近，常隐藏在礁石块下面或岩礁的缝隙间。该物种的模式产地在印度尼西亚安汶。